# KLM Cityhopper

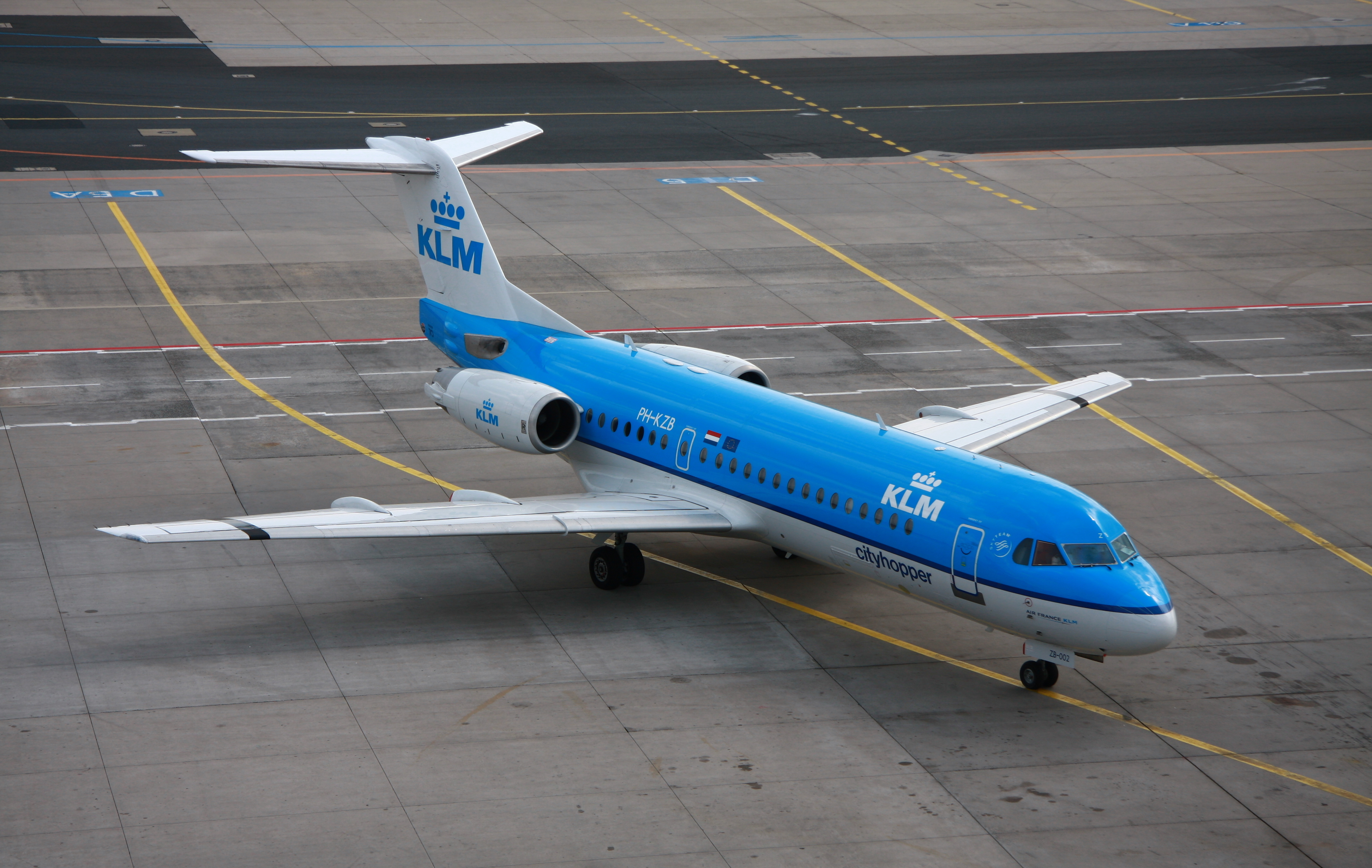
Fokker 70 авіакомпанії KLM Cityhopper на рулюванні в міжнародному аеропорту Франкфурта, 2009

KLM Cityhopper — нідерландська авіакомпанія зі штаб-квартирою в Гарлемермері, що здійснює ближньомагістральні комерційні авіаперевезення по аеропортах Європи. Є дочірнім підрозділом компанії KLM і входить в холдинг авіаперевізників Air France-KLM.

## Історія
Раснована 1 квітня 1991 в результаті злиття невеликих перевізників NLM CityHopper і Netherlines, почавши операційну діяльність через кілька місяців. У рамках програми реструктуризації KLM Dutch Airlines об'єднала до листопада 2002 року всі власні дочірні підприємства, які працювали на регіональному рівні, під єдиний бренд KLM Cityhopper. Штат укрупненої компанії в березні 2007 становив 910 співробітників.

## Загальні відомості
В маршрутну мережу KLM Cityhopper входять близько 44 пунктів призначення, однак їх кількість постійно змінюється від сезону до сезону і відповідно з політикою її батьківської компанії KLM Dutch Airlines.
Літаки KLM Cityhopper пофарбовані в ліврею KLM Dutch Airlines з додаванням слова «Cityhopper» після логотипу зі стилізованою короною, але з відсутністю знаків «The Flying Dutchman» і «Royal Dutch Airlines».
Авіакомпанія використовує п'ять повністю обладнаних баз льотного складу, які перейшли до її відання після придбання британського перевізника Air UK, згодом інтегрованого в структуру KLM Dutch Airlines. У цьому зв'язку в KLM Cityhopper в даний час працюють кілька сотень співробітників з британським підданством.
Незважаючи на відносно невеликим розміри експлуатованих літаків і у відповідність з політикою батьківської компанії пасажирські салони лайнерів KLM Cityhopper сконфігуровані в двокласному компонуванні на всіх рейсах тривалістю більше 50 хвилин.

## Флот

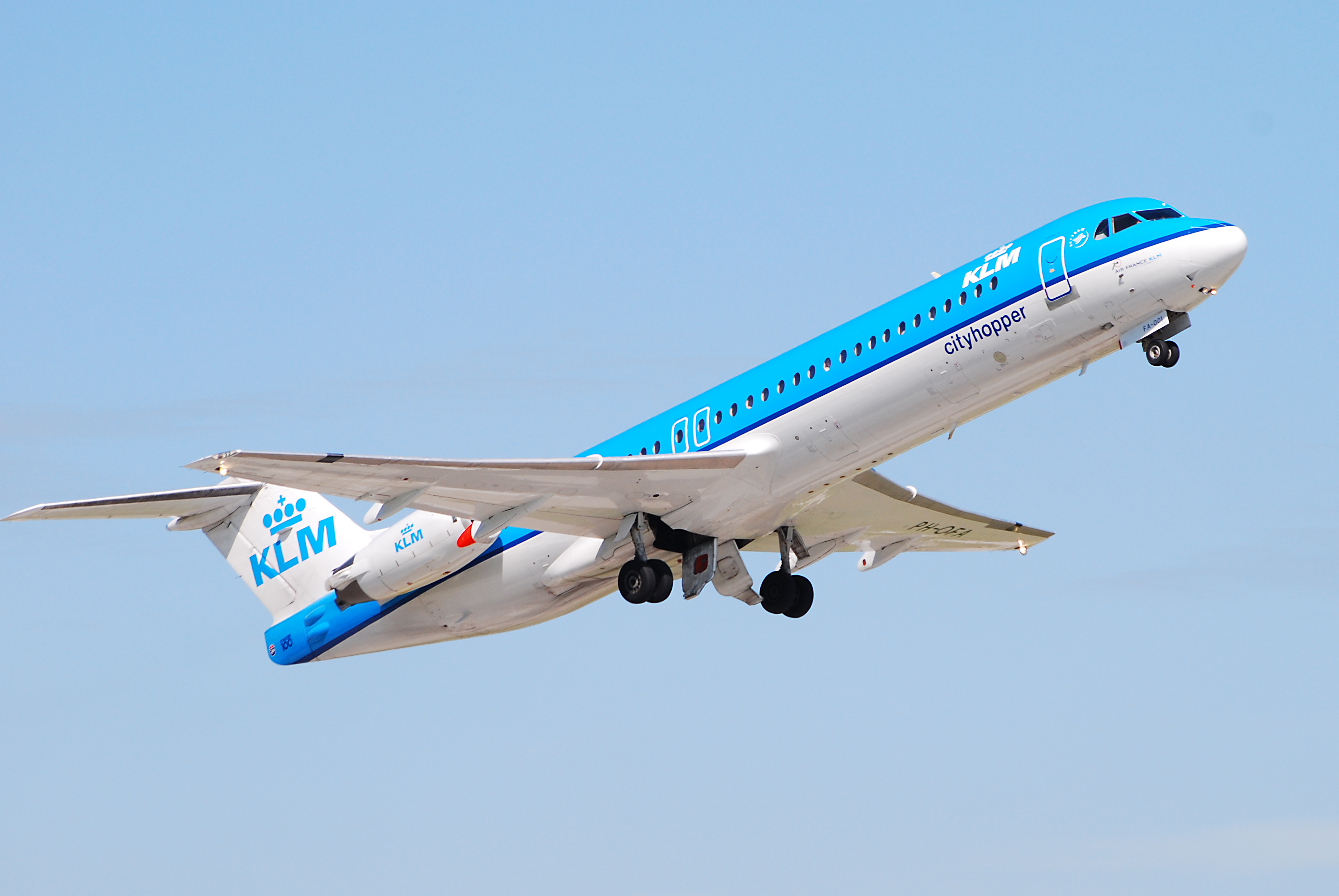
Fokker 100 авіакомпанії KLM Cityhopper на зльоті з аеропорту Штутгарта, 2008 рік

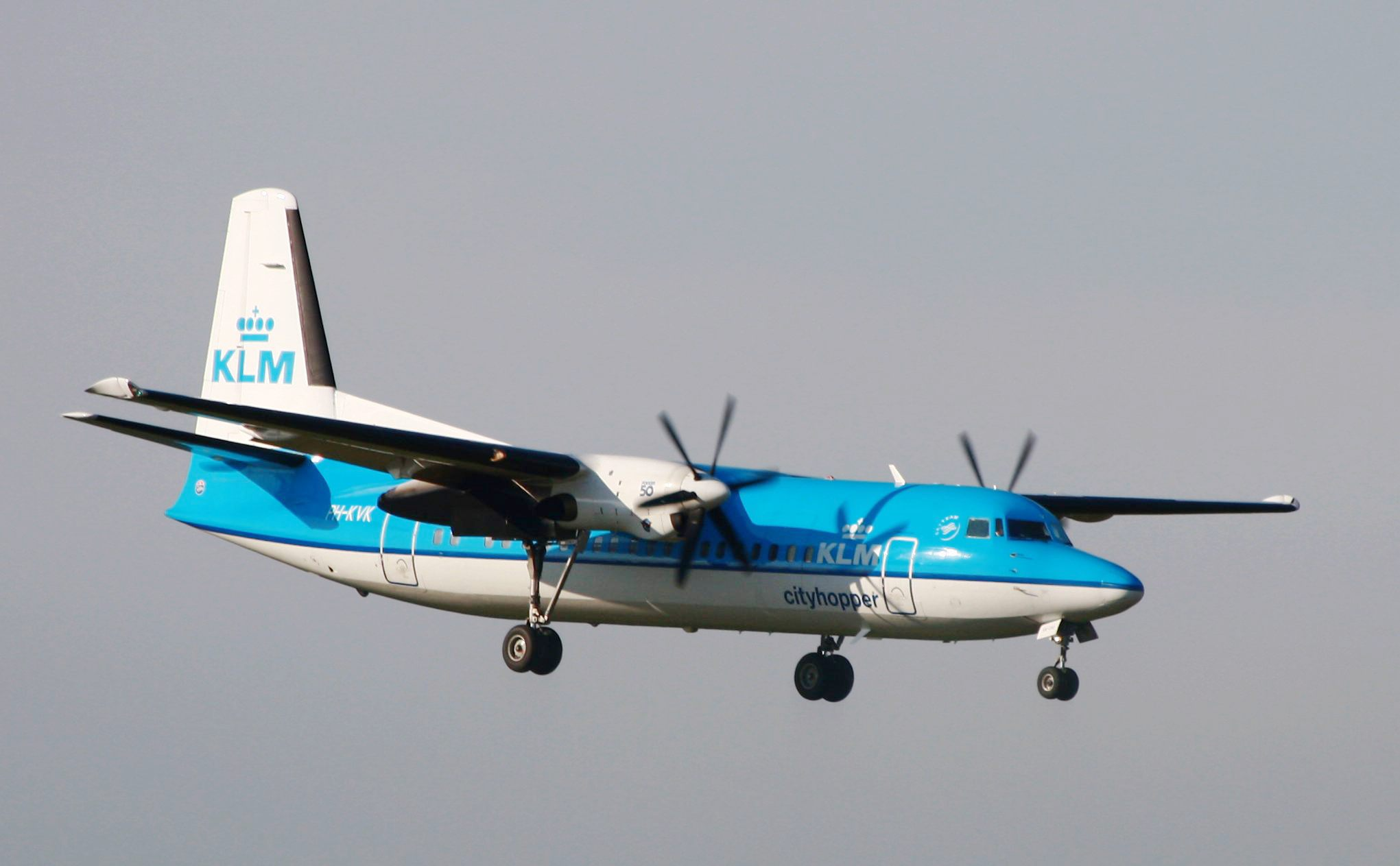
Посадка Fokker 50 KLM Cityhopper в аеропорт Кельн/Бонн 2009 рік

### Поточний
У грудні 2016 авіакомпанія KLM cityhopper експлуатувала такі літаки:
* Один літак Fokker 70 має бізнес-салон і використовується для перевезення членів королівської сім'ї і членів кабінету міністрів країни

### Раніше експлуатувалися
- Fokker F27
- Fokker F28
- Fokker 50
- Fokker 70
- Fokker 100
- Saab 340

## Авіаподії і нещасні випадки
- 4 квітня 1994 року. Літак Saab 340 (реєстраційний PH-KSH) виконував регулярний рейс 433 з Амстердама в Кардіфф. Після вильоту з аеропорту Схіпхол відбулося помилкове спрацьовування сигналізації про падіння тиску масла в одному з двигунів. На висоті 90 футів екіпаж вирішив повернутися в аеропорт вильоту, командир корабля повів літак на друге коло і дав повний газ одному двигуну, вимкнувши при цьому другий. Лайнер нахилився вправо, задер ніс, втратив швидкість і розбився, при цьому троє людей з 24 знаходилися на борту загинули, ще дев'ять отримали серйозні травми. Основною причиною катастрофи названа помилка пілотування літака на одному двигуні при недостатньому досвіді екіпажу[6] .